# Concepción (Argentina)
Concepción è la seconda città per numero di abitanti della provincia di Tucumán, Argentina, e il capoluogo del dipartimento di Chicligasta. Si trova nel sud della provincia, a circa 75 chilometri della capitale, San Miguel de Tucumán.